# Ivanka pri Nitre

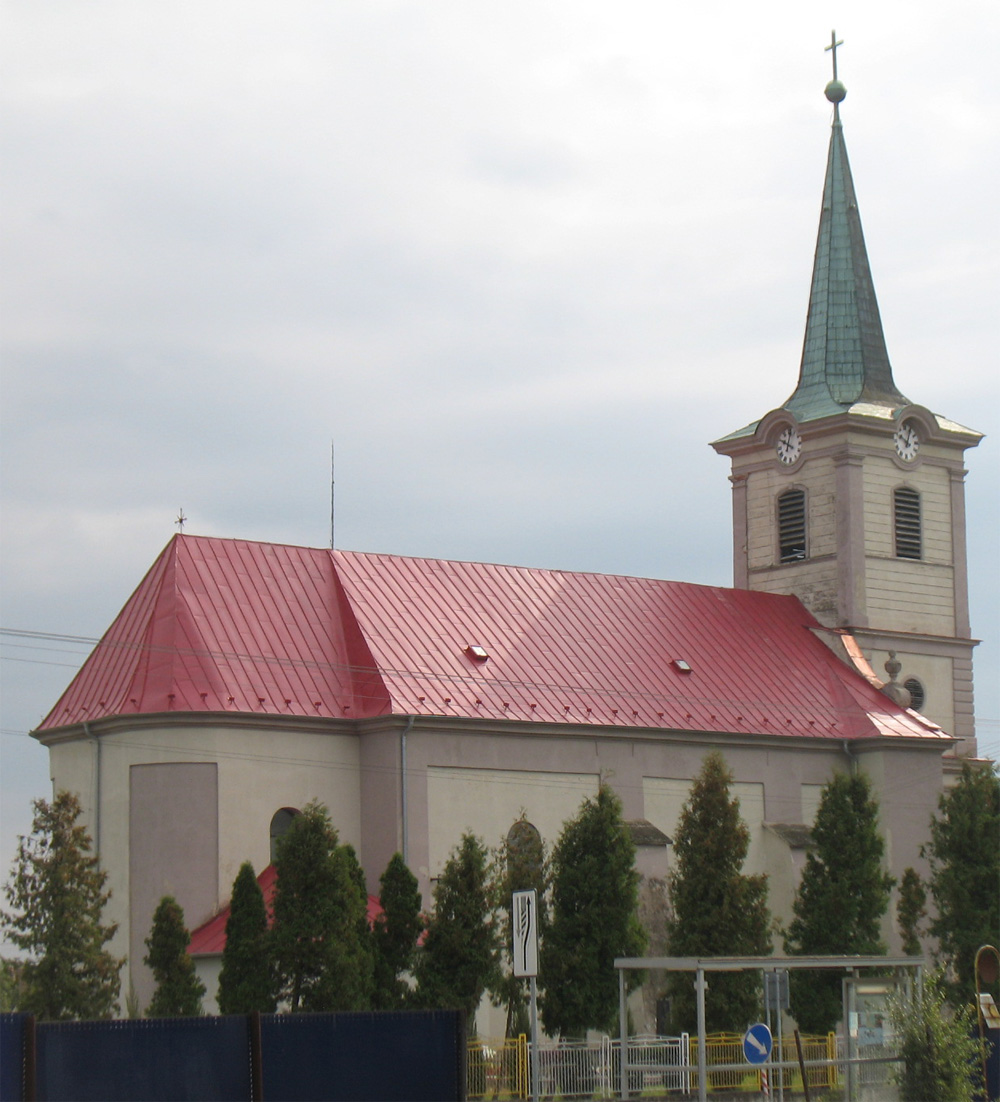

Ivanka pri Nitre (Hongaars: Nyitraivánka) is een Slowaakse gemeente in de regio Nitra, en maakt deel uit van het district Nitra.
Ivanka pri Nitre telt 2.486 inwoners.